# Comprimido

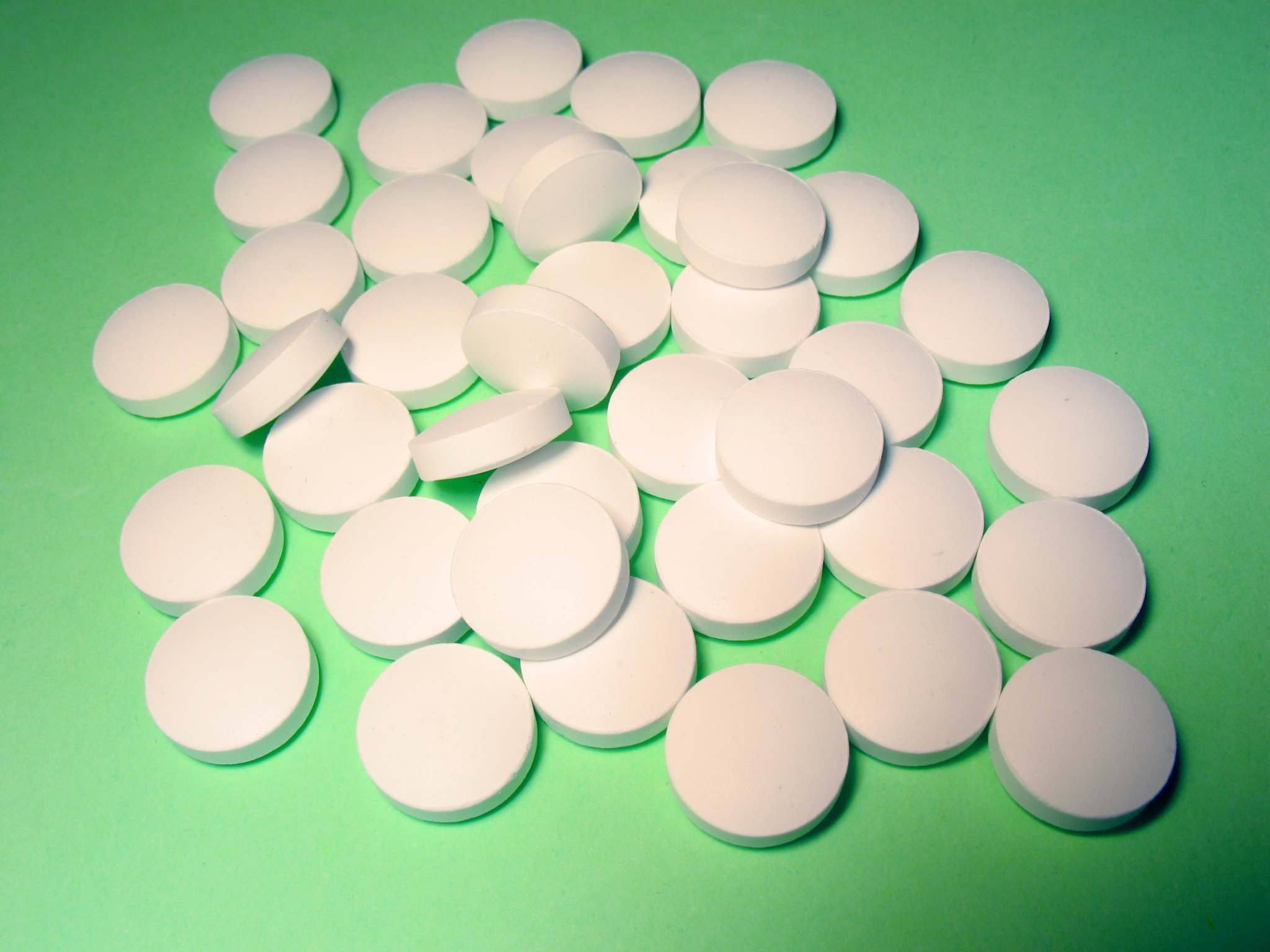
Comprimidos redondos

Un comprimido es una forma farmacéutica sólida que contiene uno o varios principios activos con actividad terapéutica y excipientes, formulado en tamaño y forma para un adecuado uso. Se obtienen aglomerando, por compresión, un volumen constante de partículas. Tienen grandes cualidades de almacenamiento y seguridad de dosis para el uso del paciente.
Un comprimido puede ser formulado para ofrecer una dosificación exacta en un sitio específico, generalmente se toman por vía oral, pero pueden ser administrados por vía sublingual, bucal, rectal o vaginal. El comprimido es sólo una de las muchas formas que puede adoptar un medicamento oral, como jarabes, elixires, suspensiones y emulsiones.

## Historia
Se cree que las píldoras datan de alrededor del año 1500 a. C. Las recetas médicas anteriores, como las del 4000 a. C., eran para preparaciones líquidas en lugar de sólidas. Las primeras referencias de las píldoras se encontraron en papiros del antiguo Egipto y contenían masa de pan, miel o grasa. Los ingredientes medicinales, como polvos de plantas o especias, se mezclaban y formaban a mano para hacer pequeñas bolitas o pastillas.
En la antigua Grecia, estos medicamentos se conocían como katapotia ("algo para tragar"), y el erudito romano Plinio, que vivió entre el 23 y el 79 d. C., fue el primero en nombrar lo que ahora llamamos píldoras, llamándolas pilula.
Las píldoras siempre han sido difíciles de tragar y se han hecho esfuerzos durante mucho tiempo para hacerlas más fáciles de tragar. En la época medieval, las personas recubrían las píldoras con sustancias vegetales resbaladizas. Otro método, utilizado en fecha tan reciente como el siglo XIX, era dorarlos en oro y plata, aunque esto a menudo significaba que pasarían por el tracto digestivo sin ningún efecto. En la década de 1800, se inventaron el recubrimiento de azúcar y el recubrimiento de gelatina, al igual que las cápsulas de gelatina.
En 1843, al pintor e inventor británico William Brockedon se le otorgó una patente para una máquina capaz de "dar forma a píldoras, pastillas y plomo negro mediante presión en troqueles". El dispositivo era capaz de comprimir polvo en una tableta sin usar adhesivo.

## Fórmulas de presentación

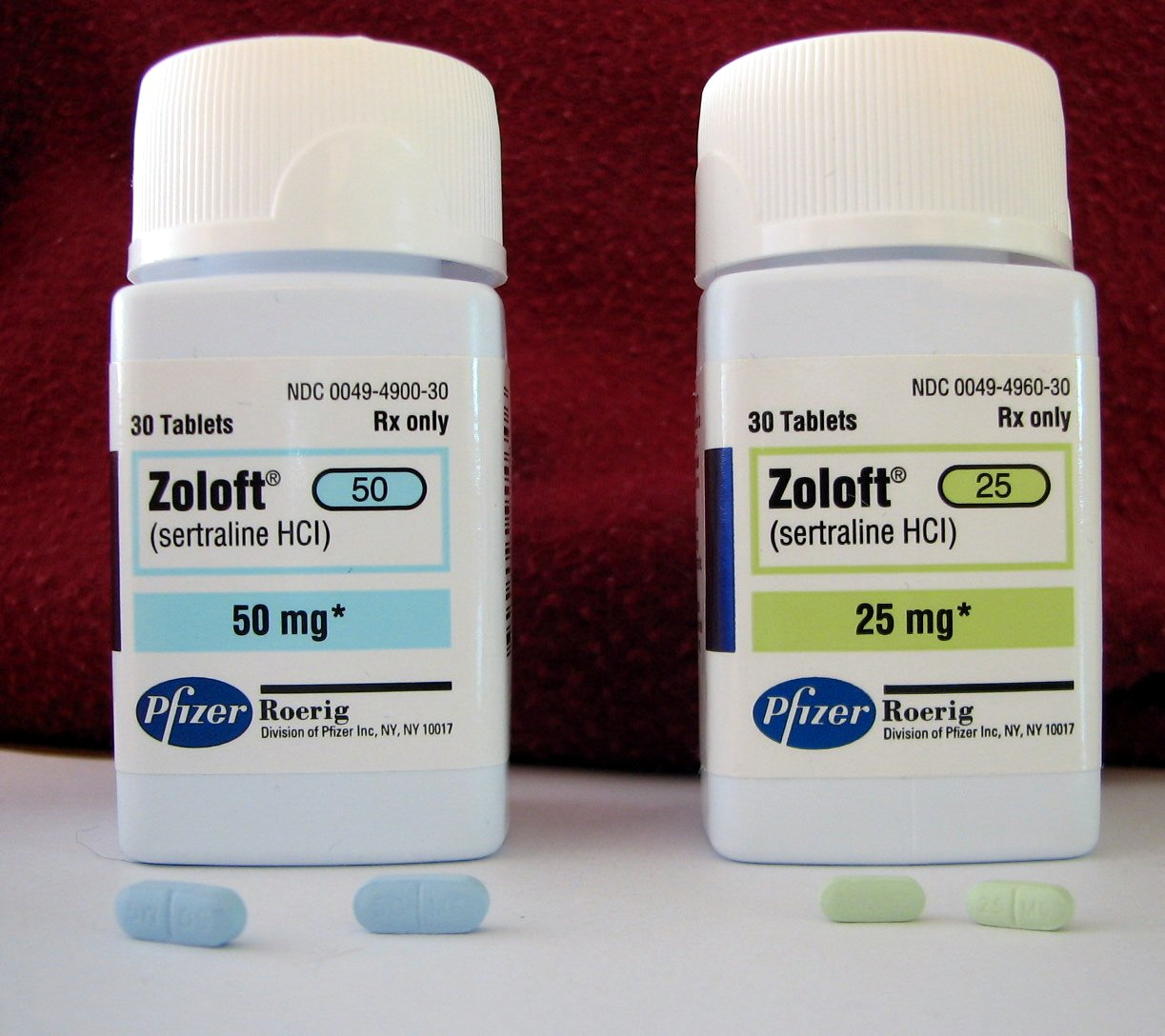
Dos frascos del antidepresivo Zoloft (clorhidrato de sertralina), con comprimidos de 50 mg y 25 mg.

En el proceso de prensado de comprimidos, es importante que todos los ingredientes estén bastante secos, en polvo o granulados, con un tamaño de partícula algo uniforme y que fluyan libremente. Los polvos de partículas de tamaño mixto se segregan durante las operaciones de fabricación debido a las diferentes densidades, lo que puede dar lugar a comprimidos con un contenido de fármaco o principio activo farmacéutico (API) poco uniforme, pero la granulación debería evitarlo. La uniformidad del contenido garantiza que cada comprimido contenga la misma dosis de API.
Algunos principios activos pueden comprimirse en comprimidos como sustancias puras, pero no suele ser el caso; la mayoría de las formulaciones incluyen excipientes. Normalmente, se añade un ingrediente farmacológicamente inactivo (excipiente), denominado aglutinante, para ayudar a mantener unido el comprimido y darle fuerza. Puede utilizarse una amplia variedad de aglutinantes, entre los que se incluyen la lactosa, el fosfato cálcico dibásico, la sacarosa, el almidón de maíz, la celulosa microcristalina, la polivinilpirrolidona povidona y la celulosa modificada (por ejemplo, hidroxipropilmetilcelulosa e hidroxietilcelulosa).
A menudo, también se necesita un ingrediente que actúe como desintegrador para ayudar a la dispersión del comprimido una vez ingerido, liberando el API para su absorción. Algunos aglutinantes, como el almidón y la celulosa, también son excelentes desintegrantes.

## Propiedades de los comprimidos
Los comprimidos pueden tener prácticamente cualquier forma, aunque los requisitos de los pacientes y las máquinas de comprimir hacen que la mayoría sean redondos, ovalados o en forma de cápsula. Se han fabricado formas más inusuales, pero a los pacientes les resultan más difíciles de tragar y son más vulnerables a astillamientos o problemas de fabricación.
El diámetro y la forma de los comprimidos vienen determinados por el utillaje utilizado para fabricarlos; se necesita una matriz y un punzón superior e inferior. Esto se denomina estación de utillaje. La cantidad de material de la pastilla y la colocación de los punzones entre sí durante la compresión determinan el grosor. Una vez hecho esto, podemos medir la presión correspondiente aplicada durante la compresión. Cuanto menor sea la distancia entre los punzones, mayor será la presión aplicada durante la compresión y, a veces, más dura será la pastilla. Los comprimidos tienen que ser lo bastante duros para que no se rompan en el frasco, pero lo bastante friables para que se desintegren en el tracto gástrico.
Los comprimidos deben ser lo suficientemente fuertes para resistir las tensiones del envasado, el transporte y la manipulación por parte del farmacéutico y el paciente.  La resistencia mecánica de los comprimidos se evalúa mediante una combinación de pruebas sencillas de fallo y erosión y pruebas de ingeniería más sofisticadas. Las pruebas más sencillas se utilizan a menudo con fines de control de calidad, mientras que las más complejas se emplean durante el diseño de la formulación y el proceso de fabricación en la fase de investigación y desarrollo.  Las normas relativas a las propiedades de los comprimidos se publican en las distintas farmacopeas internacionales (USP/NF, EP, JP, etc.).  La dureza de los comprimidos es la principal medida de resistencia mecánica.  La dureza se comprueba con un comprobador de dureza de comprimidos.  Las unidades de dureza han evolucionado desde la década de 1930, pero normalmente se miden en kilogramos por centímetro cuadrado. Algunos modelos de durómetros son el de Monsanto (o Stokes) de 1930, el de Pfizer de 1950, el de Strong Cob y el de Heberlain (o Schleeniger).
Los lubricantes evitan que los ingredientes se aglutinen y se adhieran a los punzones de los comprimidos o a la máquina de llenado de cápsulas. Los lubricantes también garantizan que la formación y expulsión de comprimidos pueda producirse con una baja fricción entre el sólido y la pared de la matriz, así como entre los gránulos, lo que ayuda a un llenado uniforme de la matriz.
Los minerales comunes, como el talco o la sílice, y las grasas, como la estearina vegetal, el estearato de magnesio o el ácido esteárico, son los lubricantes más utilizados en comprimidos o cápsulas de gelatina dura.

## Fabricación

### Fabricación de la mezcla para comprimidos
En el proceso de fabricación de comprimidos, cada comprimido debe contener la cantidad adecuada de principio activo.  Por lo tanto, todos los ingredientes deben estar bien mezclados. Si no se puede obtener una mezcla suficientemente homogénea de los componentes con procesos sencillos de mezclado, los ingredientes deben granularse antes de la compresión para asegurar una distribución uniforme del compuesto activo en el comprimido final. Se utilizan dos técnicas básicas para granular polvos para su compresión en comprimidos: la granulación en húmedo y la granulación en seco.  Los polvos que pueden mezclarse bien no requieren granulación y pueden comprimirse en comprimidos mediante compresión directa ("CD"). La compresión directa es deseable porque es más rápida. Hay menos procesamiento, equipo, mano de obra y consumo de energía. Sin embargo, la CD es difícil cuando una formulación tiene un alto contenido de principios activos poco compresibles.

### Granulación húmeda
La granulación húmeda es un proceso en el que se utiliza un aglutinante líquido para aglomerar ligeramente la mezcla de polvos.  La cantidad de líquido debe controlarse adecuadamente, ya que un exceso de humectación hará que los gránulos sean demasiado duros y una humectación insuficiente hará que sean demasiado blandos y friables. Las soluciones acuosas tienen la ventaja de ser más seguras que los sistemas basados en disolventes, pero pueden no ser adecuadas para fármacos que se degradan por hidrólisis.
Procedimiento
1. Se pesan y mezclan el principio activo y los excipientes.
2. Ÿ El granulado húmedo se prepara añadiendo el aglutinante-adhesivo líquido a la mezcla en polvo y mezclando bien. Entre los ejemplos de aglutinantes/adhesivos se incluyen preparaciones acuosas de almidón de maíz, gomas naturales como la acacia, derivados de la celulosa como la metilcelulosa, gelatina y povidona.
3. Tamizado de la masa húmeda a través de una malla para formar gránulos o pellets.
4. Secado de la granulación.  Lo más habitual es utilizar un secador de bandejas convencional o un secador de lecho fluidizado.
5. Después de secar los gránulos, se pasan por una malla de menor tamaño que la utilizada para la masa húmeda para crear gránulos de tamaño uniforme.

Los procesos de granulación húmeda de bajo cizallamiento utilizan equipos de mezclado muy sencillos y pueden tardar un tiempo considerable en conseguir un estado de mezcla uniforme.  Los procesos de granulación húmeda de alto cizallamiento utilizan equipos que mezclan el polvo y el líquido a un ritmo muy rápido, y aceleran así el proceso de fabricación. La granulación en lecho fluido es un proceso de granulación húmeda de múltiples pasos que se realiza en el mismo recipiente para precalentar, granular y secar los polvos.  Se utiliza porque permite un estrecho control del proceso de granulación.

### Granulación seca
Los procesos de granulación en seco crean gránulos mediante una ligera compactación de la mezcla de polvos a bajas presiones. Los compactos así formados se rompen suavemente para producir gránulos (aglomerados). Este proceso suele utilizarse cuando el producto a granular es sensible a la humedad y al calor. La granulación en seco puede llevarse a cabo en una prensa de comprimidos utilizando herramientas de babeo o en una prensa de rodillos denominada compactadora de rodillos. Los equipos de granulación en seco ofrecen una amplia gama de presiones para conseguir una densificación y formación de gránulos adecuadas. La granulación en seco es más sencilla que la húmeda, por lo que el coste se reduce. Sin embargo, la granulación en seco suele producir un mayor porcentaje de gránulos finos, lo que puede comprometer la calidad o crear problemas de rendimiento del comprimido. La granulación seca requiere fármacos o excipientes con propiedades cohesivas, y puede ser necesario añadir un "aglutinante seco" a la formulación para facilitar la formación de gránulos.

### Extrusión en caliente
La extrusión por fusión en caliente se utiliza en el procesamiento de dosis orales sólidas farmacéuticas para permitir la administración de fármacos con escasa solubilidad y biodisponibilidad. Se ha demostrado que la extrusión por fusión en caliente dispersa molecularmente los fármacos poco solubles en un portador polimérico, lo que aumenta la velocidad de disolución y la biodisponibilidad. El proceso implica la aplicación de calor, presión y agitación para mezclar materiales y "extruirlos" a través de una matriz. Las extrusoras de doble husillo y alto cizallamiento mezclan los materiales y al mismo tiempo rompen las partículas. A continuación, las partículas extruidas pueden mezclarse y comprimirse en comprimidos o rellenarse en cápsulas.

### Lubricación de gránulos
Después de la granulación, se utiliza un paso de lubricación final para garantizar que la mezcla de tableteado no se adhiera al equipo durante el proceso de tableteado.  Esto suele implicar la mezcla a bajo cizallamiento de los gránulos con un lubricante en polvo, como estearato de magnesio o ácido esteárico.

### Fabricación de los comprimidos

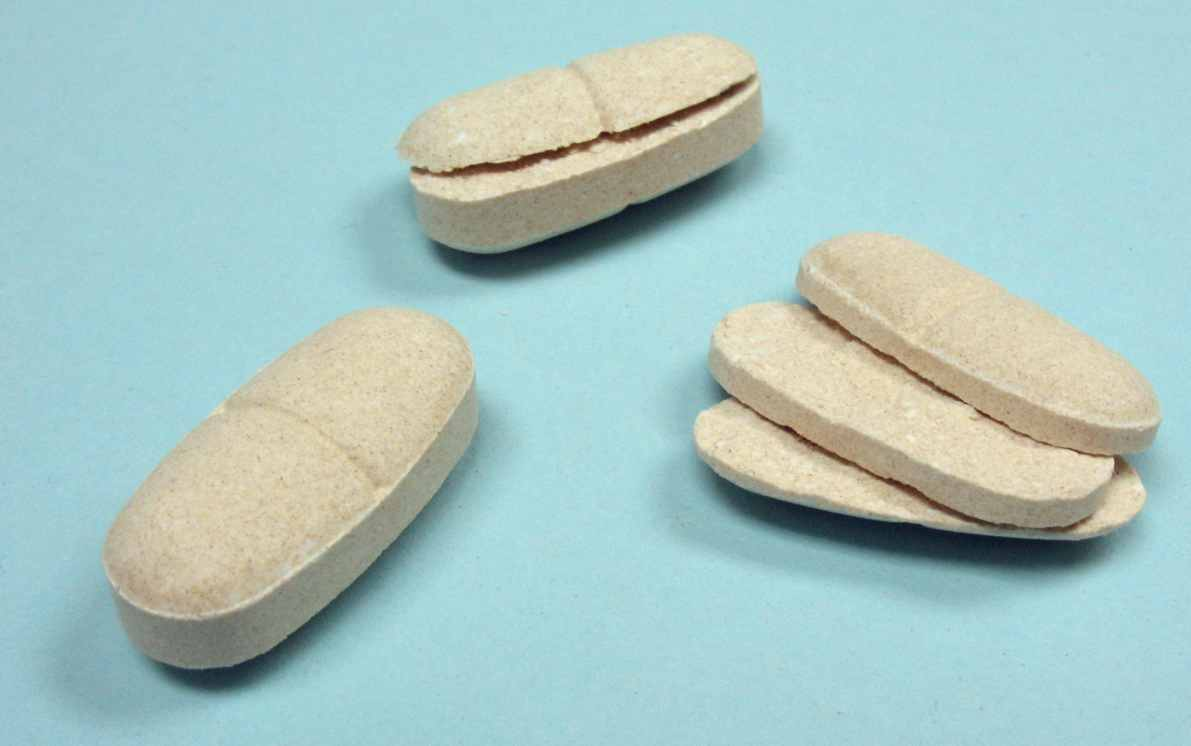
Tabletas que fallaron debido al tapado y laminado en comparación con una tableta normal

Sea cual sea el proceso utilizado para fabricar la mezcla de comprimidos, el proceso de fabricación de un comprimido por compactación de polvo es muy similar.  En primer lugar, el polvo se introduce en la matriz desde arriba.  La masa de polvo viene determinada por la posición del punzón inferior en la matriz, la sección transversal de la matriz y la densidad del polvo.  En esta fase, los ajustes del peso de la tableta se realizan normalmente reposicionando el punzón inferior.  Tras el llenado de la matriz, el punzón superior se introduce en la matriz y el polvo se comprime uniaxialmente hasta alcanzar una porosidad de entre el 5 y el 20%.  La compresión puede tener lugar en una o dos etapas (compresión principal y, a veces, precompresión o apisonamiento) y para la producción comercial se produce muy rápidamente (500-50 mg por comprimido). Por último, el punzón superior se levanta y se extrae de la matriz (descompresión), y el comprimido se expulsa de la matriz levantando el punzón inferior hasta que su superficie superior queda enrasada con la cara superior de la matriz.  Este proceso se repite para cada comprimido.
Los problemas más comunes que surgen durante las operaciones de fabricación de comprimidos son:
- Fluctuaciones en el peso de la tableta, normalmente causadas por un flujo desigual del polvo en la matriz debido a propiedades deficientes de flujo del polvo.
- Fluctuaciones en la dosificación del Principio Activo Farmacéutico, causadas por una distribución desigual del API en la mezcla de comprimidos (debido a una mala mezcla o separación en el proceso).
- Adherencia de la mezcla de polvos al utillaje de comprimidos, debido a una lubricación inadecuada, a un utillaje desgastado o sucio, o a una formulación de polvos pegajosa.
- Tapado, laminación o astillado.  Esto se debe a que el aire se comprime con la formulación de la pastilla y luego se expande cuando se suelta el punzón: si esto rompe la pastilla, puede deberse a unos ajustes incorrectos de la máquina, o a una formulación incorrecta: bien porque la formulación de la pastilla es demasiado quebradiza o no lo suficientemente adhesiva, o bien porque el polvo con el que se alimenta la prensa para pastillas contiene demasiado aire (tiene una densidad aparente demasiado baja).
- El taponamiento también puede producirse debido a un alto contenido de humedad.

### Simulador de compactación de comprimidos
Las fórmulas de comprimidos se diseñan y prueban con una máquina de laboratorio llamada simulador de compactación de comprimidos o simulador de compactación de polvos. Se trata de un dispositivo controlado por ordenador que puede medir las posiciones de los punzones, las presiones de los punzones, las fuerzas de fricción, las presiones de la pared de la matriz y, a veces, la temperatura interna del comprimido durante el proceso de compactación. Se pueden realizar numerosos experimentos con pequeñas cantidades de diferentes mezclas para optimizar una formulación.
Los movimientos del punzón corregidos matemáticamente pueden programarse para simular cualquier tipo y modelo de comprimidora de producción. Las cantidades iniciales de principios activos farmacéuticos son muy caras de producir, y el uso de un simulador de compactación reduce la cantidad de polvo necesaria para el desarrollo del producto.

### Prensas de comprimidos

La operación de prensado de comprimidos (haga clic en la imagen para ampliarla)

Una antigua comprimidora rotativa Cadmach

Las prensas de tabletas, también llamadas tableteadoras, van desde los modelos pequeños y económicos de sobremesa que fabrican una tableta cada vez (prensas de una sola estación), con una presión de sólo media tonelada, hasta los grandes modelos industriales informatizados (prensas rotativas de varias estaciones) que pueden fabricar cientos de miles o millones de tabletas por hora con una presión mucho mayor. La prensa de comprimidos es una pieza de maquinaria esencial para cualquier fabricante de productos farmacéuticos y nutracéuticos. Las prensas de comprimidos deben permitir al operario ajustar con precisión la posición de los punzones inferior y superior para poder controlar el peso, el grosor y la densidad/dureza del comprimido. Esto se consigue mediante una serie de levas, rodillos o pistas que actúan sobre el utillaje de la tableta (punzones).  También se incorporan sistemas mecánicos para el llenado de la matriz y para expulsar y retirar los comprimidos de la prensa tras la compresión.  Las prensas de comprimidos farmacéuticas deben ser fáciles de limpiar y rápidas de reconfigurar con distintos utillajes, ya que suelen utilizarse para fabricar muchos productos diferentes.
Existen dos normas principales de utillaje para comprimidos utilizadas en la industria farmacéutica: La norma americana TSM y la norma europea EU. Las configuraciones TSM y EU son similares entre sí, pero no pueden intercambiarse.
Las prensas de comprimidos modernas alcanzan volúmenes de producción de hasta 1.700.000 comprimidos por hora. Estos enormes volúmenes requieren frecuentes controles de calidad durante el proceso para el peso, el grosor y la dureza de los comprimidos. Para reducir las tasas de rechazos y el tiempo de inactividad de la máquina, se utilizan dispositivos automatizados de comprobación de comprimidos en línea con la comprimidora o fuera de línea en los laboratorios IPC.

### Recubrimiento de comprimidos
En la actualidad, muchos comprimidos se recubren después de ser prensados. Aunque el recubrimiento con azúcar fue popular en el pasado, el proceso tiene muchos inconvenientes. Los modernos recubrimientos de comprimidos son a base de polímero y polisacárido, con plastificantes y pigmentos incluidos. Los recubrimientos de los comprimidos deben ser lo suficientemente estables y resistentes como para sobrevivir a la manipulación del comprimido, no deben hacer que los comprimidos se peguen entre sí durante el proceso de recubrimiento y deben seguir los finos contornos de los caracteres o logotipos en relieve de los comprimidos. Los recubrimientos son necesarios para los comprimidos que tienen un sabor desagradable, y un acabado más suave hace que los comprimidos grandes sean más fáciles de tragar. Los recubrimientos de comprimidos también son útiles para prolongar la vida útil de componentes sensibles a la humedad o la oxidación. Los recubrimientos especiales (por ejemplo, con efectos nacarados) pueden mejorar el reconocimiento de la marca.
Si el principio activo de un comprimido es sensible al ácido o irrita la mucosa del estómago, puede utilizarse un recubrimiento entérico, que es resistente al ácido estomacal y se disuelve en la zona menos ácida del intestino. Los recubrimientos entéricos también se utilizan para medicamentos que pueden verse afectados negativamente si tardan mucho tiempo en llegar al intestino delgado, donde se absorben. Los recubrimientos suelen elegirse para controlar la velocidad de disolución del fármaco en el tracto gastrointestinal. Algunos fármacos se absorben mejor en determinadas partes del aparato digestivo. Si esta parte es el estómago, se selecciona un recubrimiento que se disuelva rápida y fácilmente en ácido. Si el índice de absorción es mejor en el intestino grueso o el colon, se utiliza un recubrimiento resistente a los ácidos y que se disuelva lentamente para garantizar que el comprimido llegue a ese punto antes de dispersarse. Para medir el tiempo de desintegración del recubrimiento y del núcleo del comprimido, se utilizan probadores automáticos de desintegración capaces de determinar el proceso completo de desintegración de un comprimido midiendo la altura de reposo del grosor con cada golpe hacia arriba de la cesta del probador de desintegración.
Hay dos tipos de máquinas de recubrimiento utilizadas en la industria farmacéutica: las sartenes de recubrimiento y las recubridoras automáticas. Las sartenes de recubrimiento se utilizan sobre todo para recubrir de azúcar los gránulos. Los recubridores automáticos se utilizan para todo tipo de recubrimientos; pueden estar equipados con un panel de control remoto, un deshumidificador y colectores de polvo. Para la aplicación de recubrimientos que contengan alcohol se requiere un diseño a prueba de explosiones.

### Divisores de pastillas
A veces es necesario partir pastillas en mitades o cuartos. Los comprimidos son más fáciles de partir con precisión si están rayados, pero existen dispositivos llamados pill-splitters que cortan comprimidos rayados y sin rayar. Los comprimidos con recubrimientos especiales (por ejemplo, recubrimientos entéricos o recubrimientos de liberación controlada) no deben romperse antes de su uso, ya que esto expone el núcleo del comprimido a los jugos digestivos, eludiendo el efecto previsto de liberación retardada.

## Formas de compresión
En el proceso de compresión es importante que todos los ingredientes estén suficientemente secos, en polvo o gránulos, con un tamaño de las partículas uniforme, y que fluyan libremente. Mezclas de polvos diferente tamaño de partículas pueden separarse durante las operaciones de fabricación, debido a diferentes densidades, lo cual puede resultar en comprimidos pobres en principio activo, o que este último no se distribuya uniformemente. Mediante la granulación podemos evitar esto. La uniformidad de contenido permite que la misma dosis de principio activo se entregue con cada comprimido.
Son raros los casos en los que el comprimido se compone solamente de principio activo. La mayor parte de las formulaciones incluye excipientes. Normalmente, se incluye un diluyente-ligante  para ayudar a mantener la forma del comprimido y darle fuerza. Una amplia variedad de diluyente-ligante se pueden utilizar, algunas comunes como la lactosa, el fosfato de calcio dibásico, la sacarosa, el almidón de maíz, la celulosa microcristalina, polivinilpirrolidona (polímero de povidona) y celulosa modificada (por ejemplo, hidroxipropilmetilcelulosa e hidroxietilcelulosa).
A menudo, también es necesario un desintegrante para ayudar a la dispersión del comprimido una vez ingerido, la liberación del principio activo para su absorción. Algunos diluyentes-ligantes, como el almidón y la celulosa, también son excelentes disgregantes.
También se agregan generalmente pequeñas cantidades de lubricantes. Los más comunes de estos son el estearato de magnesio y el estearato de calcio.

## Ventajas y desventajas

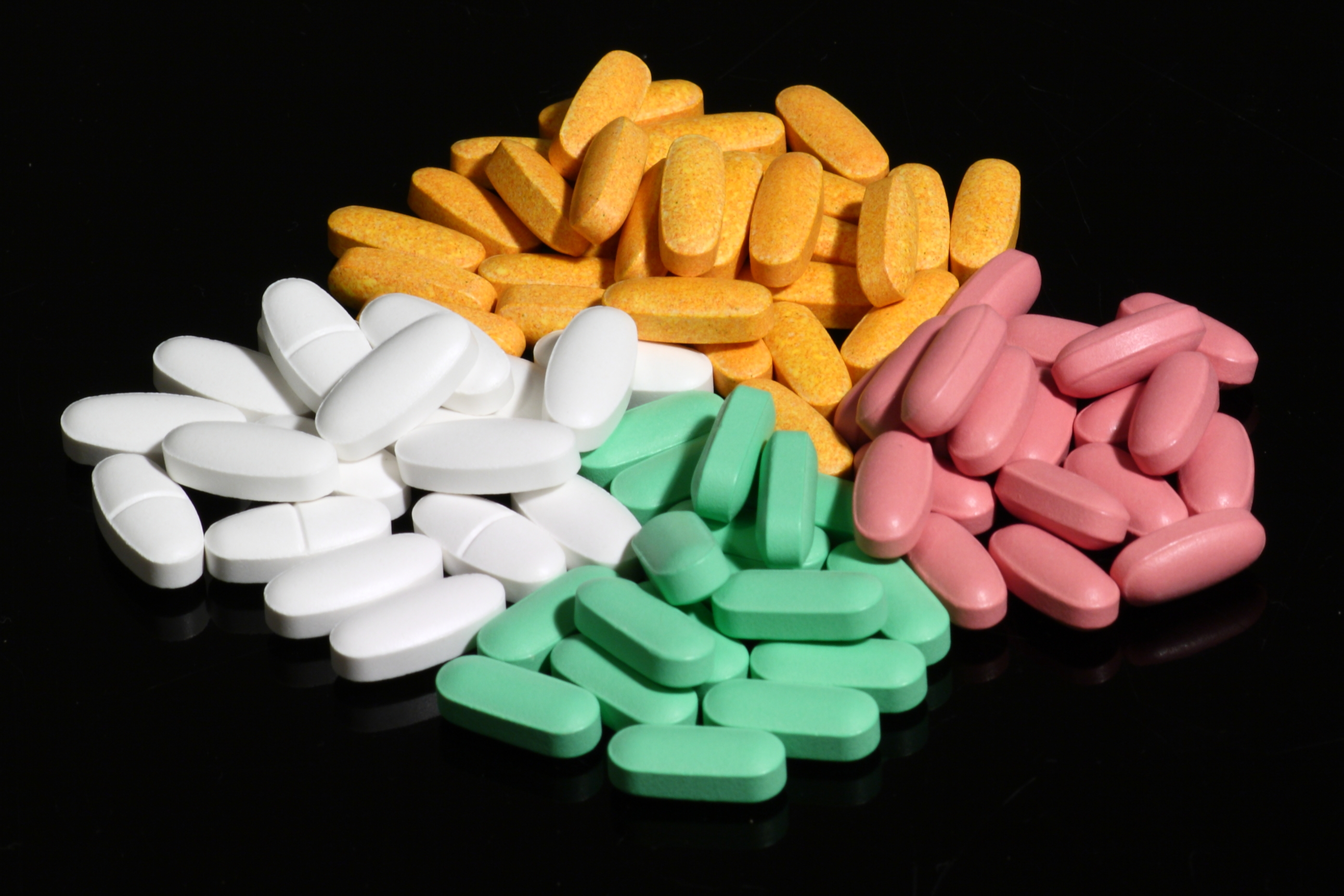
Variaciones en el diseño de comprimidos, que pueden diferenciarse por su forma y color.

Los comprimidos son simples y fáciles de usar. Proporcionan una dosis exactamente medida de ingrediente activo en un envase portátil cómodo, y pueden ser diseñados para proteger a los medicamentos inestables o disimular los ingredientes difíciles de digerir. Revestimientos de color, marcas en relieve e impresión se pueden utilizar para ayudar al reconocimiento de comprimidos. Distintos procesos y técnicas de fabricación pueden proporcionar a los comprimidos propiedades especiales, como por ejemplo, comprimidos de liberación sostenida o formulaciones de rápida disolución.
Algunos medicamentos pueden ser inadecuados para la administración por vía oral. Por ejemplo, fármacos de proteínas como la insulina pueden ser desnaturalizados por los ácidos del estómago. Estos fármacos no se pueden administrar en forma de comprimidos.
Algunos medicamentos pueden ser desactivadas por el hígado cuando se llevan allí desde el tracto gastrointestinal por la vena porta hepática (el "efecto de primer paso"), que los hace inadecuados para el uso oral. Los medicamentos que se pueden tomar por vía sublingual se absorben a través de la mucosa oral, por lo que evitan el hígado y son menos susceptibles al efecto de primer paso. La biodisponibilidad oral de algunos fármacos puede ser baja debido a una mala absorción en el tracto gastrointestinal. Tales medicamentos pueden necesitar ser administrados en dosis muy altas o por inyección. Para los medicamentos que requieren acción rápida, o que tienen graves efectos secundarios, la vía oral puede no ser adecuada. Por ejemplo, el salbutamol, utilizado para tratar problemas en el sistema pulmonar, puede tener efectos sobre el corazón y la circulación si se toma por vía oral, estos efectos se reducen considerablemente por la inhalación de dosis más pequeñas directamente en el sitio activo.

## Tipos
La compresión de partículas es lo que define su naturaleza. Sin embargo, las distintas formas de administración hacen que podamos distinguir varios tipos de comprimidos:
1. Comprimidos no recubiertos: obtenidos por simple compresión. Están compuestos por el fármaco y los excipientes (diluyentes, aglutinantes, disgregantes, lubrificantes).
2. Comprimidos de capas múltiples: obtenidos por múltiples compresiones con lo que se obtienen varios núcleos superpuestos, con distinta compactación en cada uno de ellos. Este tipo de comprimidos se utiliza bien para administrar dos o más fármacos incompatibles entre sí, o bien para obtener una acción más prolongada de uno de ellos. Otras veces, se pretende administrar un solo fármaco, pero compactados en núcleos concéntricos de diferente velocidad de liberación.
3. Comprimidos recubiertos o grageas: el recubrimiento sirven para proteger al fármaco de la humedad y del aire, así como para enmascarar sabores y olores desagradables. Químicamente, el recubrimiento puede ser de azúcar o de un polímero que se rompe al llegar al estómago.
4. Comprimidos con cubierta gastrorresistente o entérica: resisten las secreciones ácidas del estómago, disgregándose finalmente en el intestino delgado. Se emplean para proteger fármacos que se alteran por los jugos gástricos o para proteger a la mucosa gástrica de fármacos irritantes.
5. Comprimidos de liberación controlada: son sistemas que ejercen un control sobre la liberación del principio activo en el organismo. Según el tipo de sistema podemos elegir el lugar de liberación del principio activo (sistemas flotantes o mucoadhesivos) o el ritmo a la que se libera. Entre estos últimos tipos, el más popular es el llamado sistema OROS o Microbomba osmótica. Este sistema está constituido por un reservorio que contiene el fármaco, formado por un núcleo sólido con capacidad osmótica. Rodeando el reservorio existe una membrana semipermeable que permite el paso del agua procedente del exterior del sistema. Cuando el comprimido entra en contacto con el jugo gastrointestinal, la penetración del agua produce la disolución del núcleo osmótico y la salida del medicamento por un orificio o zona de liberación. El tamaño del poro de la membrana semipermeable va a condicionar la mayor o menor entrada de agua y, por tanto, la velocidad de liberación del principio activo.
6. Comprimidos efervescentes: se obtienen por compresión de un granulado de sales efervescentes, generalmente un ácido, como el ácido cítrico, y un álcali como el bicarbonato sódico. Estas sustancias, en contacto con el agua, originan anhídrido carbónico que va descomponiendo la masa del comprimido y liberando el principio activo.
7. Comprimidos bucales: son comprimidos destinados a disolverse íntegramente en la boca, con objeto de ejercer una acción local sobre la mucosa. Se administran así fármacos antifúngicos (anfotericina B), antisépticos (clorhexidina), antiinflamatorios (succinato de hidrocortisona) o estimuladores de la salivación (clorato potásico).